# Exekutorská zkouška
Exekutorská zkouška je odborná profesní zkouška, kterou může na základě své přihlášky vykonat exekutorský koncipient, pokud se chce stát soudním exekutorem. Skládá se zpravidla jednou ročně před zkušebním senátem zkušební komise exekutorské komory.
Na místo exekutorské zkoušky může ministerstvo spravedlnosti uznat odbornou justiční zkoušku, soudcovskou zkoušku, jednotnou soudcovskou a advokátní zkoušku, prokurátorskou zkoušku, advokátní zkoušku, notářskou zkoušku, profesní zkoušku na komerčního právníka a závěrečnou zkoušku právního čekatele.

## Průběh zkoušky
Exekutorská zkouška má dvě části, písemnou a ústní, přičemž obě dvě jsou zaměřeny na tyto právní obory:
- ústavní a správní právo
- trestní právo
- občanské, rodinné a pracovní právo
- obchodní právo
- právní předpisy upravující exekuční řízení

Písemná část, která je neveřejná, spočívá v sepsání tří písemností, zejména exekutorského zápisu nebo jiných písemností souvisejících s exekuční činností.
V ústní části, která je již veřejná, pak zkoušený musí projevit znalost jak teoretických, tak praktických vědomostí, které si měl během své praxe exekutorského koncipienta osvojit. Zkušební komise je tříčlenná, tvořená dvěma soudními exekutory a jedním soudcem.

## Hodnocení zkoušky
Exekutorská zkouška se hodnotí dvěma stupni: prospěl, nebo neprospěl. Úspěšnému absolventovi se vydává osvědčení o složení exekutorské zkoušky, které je jednou z podmínek pro zapsání do seznamu exekutorských kandidátů nebo do seznamu soudních exekutorů, které vede exekutorská komora. V případě neúspěchu ji může maximálně dvakrát opakovat.